# Benediktinerinnen vom Heiligsten Sakrament

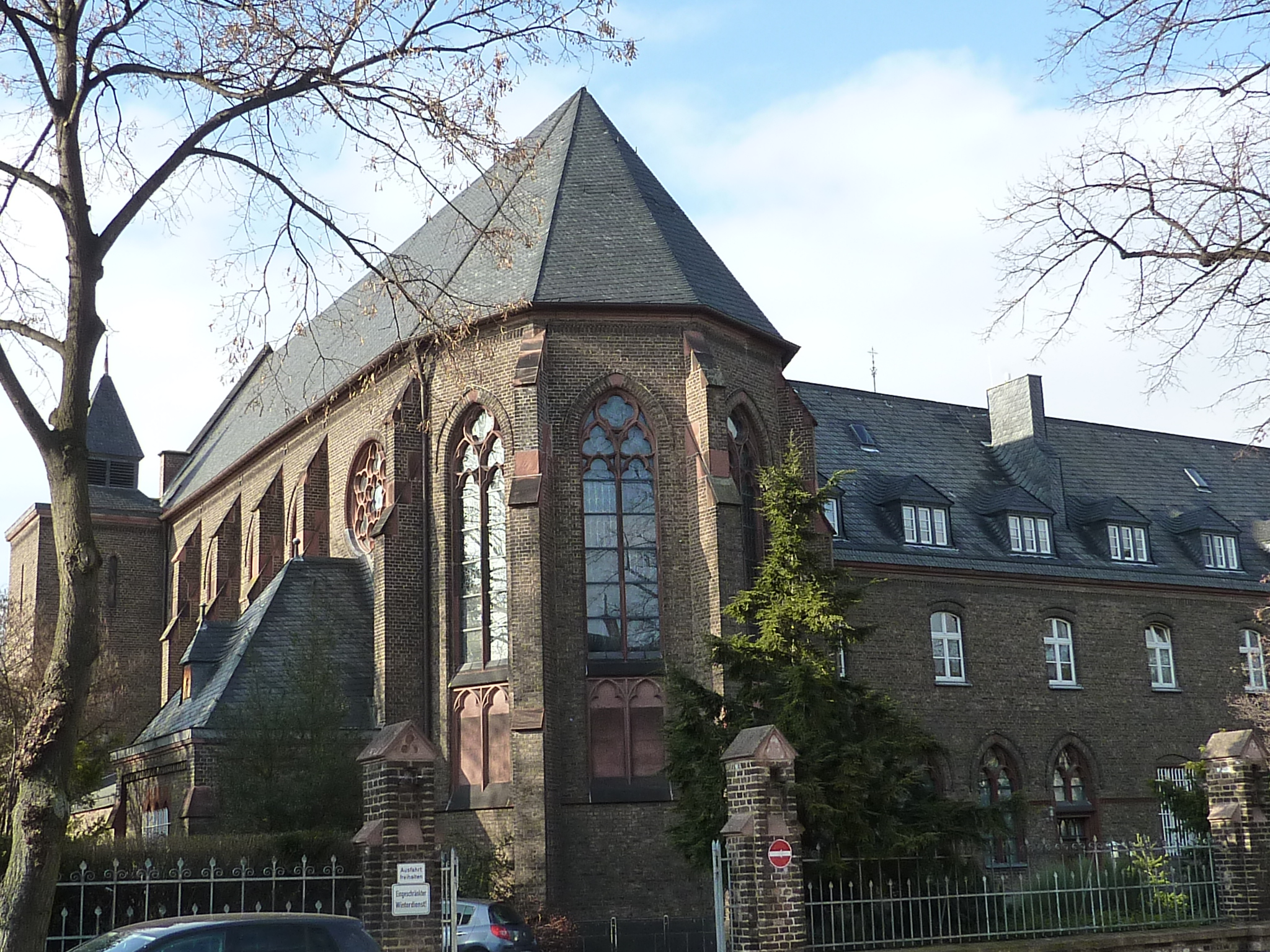
Das Herz-Jesu-Kloster in Köln-Raderberg, 1895 erbaut

Die Benediktinerinnen von der ewigen Anbetung des Heiligsten Sakraments oder kürzer Benediktinerinnen vom Heiligsten Sakrament (lateinisch Benedictinae ab adoratione perpetua Sanctissimi Sacramenti, Ordenskürzel OSBap) sind ein römisch-katholische monastischer Frauenorden. Sie wurde von der französischen Benediktinerin Mechtilde de Bar (1614–1698) 1653 in Paris gegründet und nannte sich anfangs Benediktinerinnen von der Ewigen Anbetung.
Der Orden ist nicht identisch mit den Benediktinerinnen der Anbetung, auch wenn die Namen oft verwechselt werden.

## Geschichte
Den Ausschlag für die Gründung eines neuen benediktinischen Ordenszweiges, der neben dem feierlichen Stundengebet auch die Ewige Anbetung des heiligsten Sakraments pflegen sollte, gab ein Gelübde, das M. Picoté, Pfarrer von St. Sulpice in Paris, im Auftrag der Königin Anna von Österreich für den Frieden in Frankreich ablegte. Es versprach die Gründung eines Nonnenklosters, das sich der Anbetung des heiligsten Sakraments weihen sollte. Diese Form der eucharistischen Frömmigkeit war in der Zeit der katholischen Erneuerung nach der Reformation und infolge der Erfahrung der Verwüstungen auch katholischer Kirchen während des Dreißigjährigen Krieges in Frankreich weit verbreitet. Bis zu ihrem Tod gründete Mechtilde de Bar sieben Klöster in Frankreich und eines in Warschau oder nahm sie als bereits bestehende Klöster in die neu gegründete Kongregation auf. 1854 entstanden die ersten beiden Klöster in Deutschland. Das Kloster in Trier wurde von Saint-Nicolas-de-Port aus gegründet, das in Osnabrück von Saint-Omer. Durch die Ausweisung der deutschen Klöster im Kulturkampf entstanden 1875 die ersten drei Klöster in den Niederlanden und eines in Luxemburg. 1880 entstand der erste Konvent in Seregno (1906 nach Ronco di Ghiffa verlegt) in Italien. 1961 ging von den Schwestern in Breda/Niederlande eine Gründung in Tororo/Uganda aus. Die heute etwa 40 Klöster der Benediktinerinnen vom Heiligsten Sakrament sind in nationalen Föderationen und einer internationalen Konföderation organisiert. Sie gehören darüber hinaus zur Benediktinischen Konföderation, die durch den Abtprimas mit Sitz in Rom vertreten wird.

## Spiritualität
Die Nonnen feiern – wie bei den Benediktinern üblich – das große monastische Stundengebet. Außerdem gibt es in den Klöstern die eucharistische Anbetung, bei der sich die Schwestern tagsüber halbstündlich oder stündlich in der Kirche abwechseln. Schon von Mechtilde de Bar wurde in den Konstitutionen festgelegt, dass die Schwestern keine Äbtissin, sondern in regelmäßigen Abständen eine Priorin zur Leitung ihrer Gemeinschaft wählen. Der Gottesmutter kommt nach einer Tradition, die bereits auf das Jahr 1056 zurückgeht, als Abt Hugo von Cluny im Nonnenkloster in Marcigny Maria als Äbtissin einsetzte, der Rang der Äbtissin zu.
Ihren Lebensunterhalt verdienen die Klöster durch Hostienbäckereien und Paramentenwerkstätten. Alle Klöster nehmen auch Gäste auf, die Zeiten der Stille und des Gebetes verbringen möchten.

## Klöster im deutschsprachigen Raum

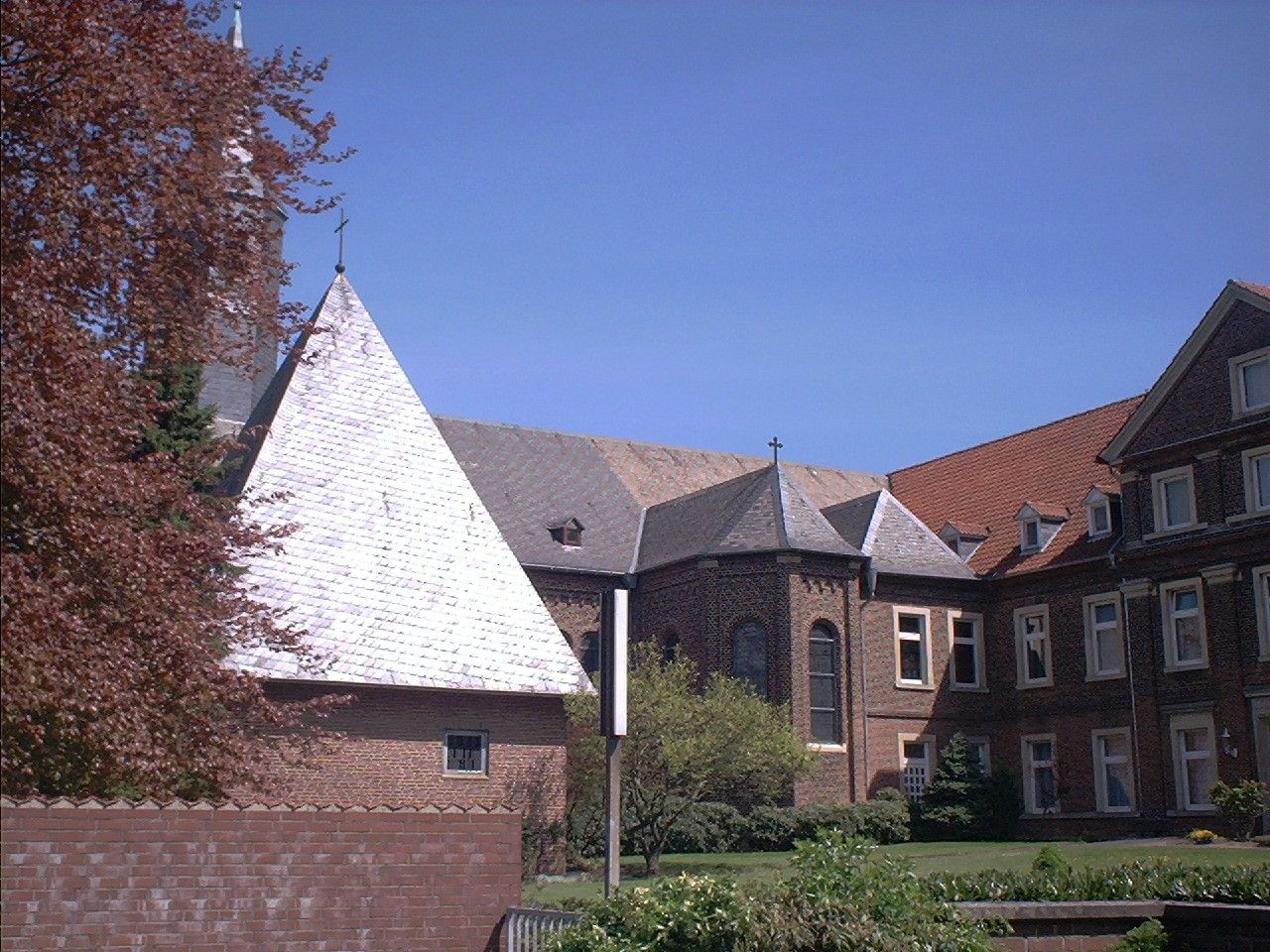
Kloster Maria Hamicolt in Rorup

- Benediktinerinnenkloster Osnabrück, 1854 von Saint-Omer aus gegründet, betreibt eine Hostienbäckerei und eine Paramentenstickerei.
- Kloster Bethanien in Trier-Kürenz, 1854 von Saint-Nicolas-de-Port aus gegründet, betrieb eine Hostienbäckerei und Paramentenstickerei. 2023 begann der Neubau eines Traktes für die Nonnen, im bisherigen Bau soll nach Fertigstellung des Neubaus eine Anlage für betreutes Wohnen entstehen.
- Herz-Jesu-Kloster in Köln-Raderberg, 1890 von Tegelen/Niederlande aus in einem Wohnhaus in der Domstraße gegründet, 1895 Einweihung des neuerbauten Klosters, betreibt eine Paramentenstickerei und eine Werkstatt für Textilrestaurierung.
Das Kloster war in der Zeit des Nationalsozialismus ein Sammelort für Juden, die ins Konzentrationslager deportiert wurden.[2]
  - Katharinenkloster Düsseldorf-Angermund, 2022 von einer Gruppe von Schwestern aus Köln-Raderberg in einem geschlossenen Dominikanerinnen-Kloster gegründet[3]
- Herz-Jesu-Kloster Kreitz bei Neuss, 1899 von Bonn-Endenich aus gegründet, betreibt eine Hostienbäckerei und eine Paramentenstickerei.

Inzwischen aufgelöste Klöster
- Kloster Maria-Hamicolt in Rorup (Westfalen), früheres Redemptoristenkloster, 1891 von Oldenzaal/Osnabrück aus gegründet, 2008 aufgelöst
- Kloster Maria-Hilf in Bonn-Endenich, 1857 von Saint-Omer aus gegründet; 2001 aufgelöst
- Kloster zur Mutter Gottes von Vinnenberg bei Warendorf, 1893 von Hamicolt aus gegründet; 2005 aufgelöst
- Johannisberg (Rheingau)[4], 1907 von Bonn-Endenich aus gegründet. Der Konvent befand sich zuerst in Niederlahnstein, wurde aber wegen Hochwassergefahr 1920 verlegt; 1991 aufgelöst.

## Französische Klöster und ihre Gründungen
- 1654–1793: Paris (Rue Cassette), Monastère de l'Adoration perpétuelle du Très Saint Sacrement, zuerst Rue Férou, ab 1659 Rue Cassette
- 1664–1792: Toul (Meurthe-et-Moselle)
- 1666–1792: Rambervillers (Vosges)
- 1669–1792: Nancy (Meurthe-et-Moselle) Notre-Dame de Consolation
- 1677: Rouen (Seine-Maritime) Monastère de l’Immaculée-Conception (bestehend)
- 1684–1792: Paris (rue Neuve-Saint-Louis)
- 1685: Caen (Calvados)
- 1687: Warschau (Polen)
- 1688–1792: Châtillon-sur-Loing, gestiftet von Elisabeth Angélique de Montmorency
- 1696–1792: Dreux (Département Eure-et-Loir), rue Parisis mit Mädchenschule (ursprünglich Ivry-la-Bataille, ab 1640 in Anet)
- 1701: Bayeux, Sainte-Trinité (bestehend)
- 1808–1975: Paris (Rue Tournefort)
- 1812–1902: Saint-Nicolas-du-Port (Meurthe-et-Moselle), gründete 1854 Trier
- 1815–1906: Arras, 1906–1921 Dumfries und Mailand, 1921–2011 Tourcoing (gründete 1841 Saint-Omer, 1880 Seregno, das 1906 nach Ghiffa wechselte)
- 1825: Laval-Roquecezière (Département Aveyron) Monastère Notre-Dame d'Orient, südöstlich Saint-Sernin-sur-Rance  zur Pilgerbetreuung (bestehend)[5] 2007 angeschlossen an Craon
- 1829: Craon (Mayenne) Monastère de Marie-Immaculée
- 1836–2013: Mas-Grenier (Tarn-et-Garonne), 1817–1904 in Toulouse, 1904–1921 in Portbou, seit 2013 im Altersheim in Montolieu
- 1838 bis ?: Bourges, angeschlossen an Benediktinerinnenkloster Craon
- 1841–1904: Saint-Omer (gegründet von Arras) (gründete 1854 Osnabrück und 1857 Bonn), 1865 nach Longuenesse, 1885 nach Boulogne-sur-Mer (Rue Cazin), 1904 ins Exil nach Belgien (Ooigem, 1961 Rumbeke, Roeselare, Priorij Sint-Jozef, heute aufgelöst)[6]
- 1848–2004: Ottmarsheim (Haut-Rhin) Monastère de Sainte-Anne
- 1854: Trier (bestehend) (gründete 1883 Peppingen)
- 1854: Osnabrück, gegründet von Saint-Omer (Exilgründung Oldenzaal 1875)
- 1857–2001: Bonn (von Saint-Omer gegründet), Exilgründung 1875: Tegelen
- 1860 bis 1863: Rennes (von Craon gegründet)
- 1862: Rosheim (Bas-Rhin) Monastère Notre-Dame (bestehend)
- 1869–1875 Eisleben (Kloster Helfta), von Osnabrück gegründet
- 1872–1875: Viersen (von Bonn gegründet) dann: Tegelen
- 1875: Tegelen (Exilgründung von Bonn) Benedictinessen Priorij Nazareth
- 1875–1967: Oldenzaal (von Osnabrück gegründet) gründete oder besiedelte Kloster Hamicolt in Dülmen (1891), Kloster Vinnenberg in Warendorf (1898–2005), Abtei Varensell in der Nähe von Wiedenbrück (1902).
- 1876–1997: Driebergen (heute: Utrechtse Heuvelrug)[7] (Exil von Bonn), gründete 1900 Abtei Mariendonk
- 1881: Dumfries (von Arras gegründet)
- 1883: Peppingen (von Trier gegründet), gründete 1899 Subpriorat Herstelle
- 1890: Köln
- 1892: Mailand
- 1899–1924: Herstelle (gegründet von Peppingen)
- 1921–2011: Tourcoing Monastère du Cœur-Très-Pur-de-Marie